# アイザイア・マプスア
アイザイア・マプスア（Isaiah Mapusua、2000年12月21日 - ）は、ジャパンラグビーリーグワントヨタヴェルブリッツに所属するラグビー選手。

## プロフィール
- ニュージーランド出身[1]
- ポジションはロック(LO)、フランカー(FL)
- 身長 191 cm、体重 112 kg
- 日本代表キャップは5。（2024年11月16日現在）

## 略歴
高校からラグビーを始めた。
2019年、キングカレッジ卒業後、慶應義塾大学に入る。なお慶應義塾體育會蹴球部としては初の留学生となった。
2023年、トヨタヴェルブリッツに加入。同年3月5日に行われたJAPAN RUGBY LEAGUE ONE第10節東京サンゴリアス戦にて先発出場でリーグワン公式戦初出場を果たして、デビュー戦でトライをあげた。同年3月、慶應義塾大学卒業。
2024年8月25日に行われたパシフィックネーションズカップ2024プール戦カナダ戦にて途中出場で日本代表初キャップ獲得。